# Rio Călimănel (Şaru)
O Rio Călimănel é um rio da Romênia, afluente do Rio Şaru, localizado no distrito de Suceava.